# ثنائي ضوئي شلالي
ثنائي ضوئي شلالي (بالإنجليزية: avalanche photodiode أو single-photon avalanche diode) أو ثنائي شلالي لفوتون واحد هو مجس حساس للضوء من نوع وصلة بي إن ترانزستور. عند امتصاص الجزء الحساس منه لشعاع ضوء فوتون تنتج فيه شحنة كهربائية تشتد كثيرا كالشلال، وتنتج نبضة كهربائية محسوسة يمكن تسجيلها. يستطيع ثنائي الضوئي الشلالي «رؤية» شعاع ضعيف، أما الثنائي الشلالي لفوتون واحد فهو مصمم لتسجيل فوتون واحد. وهو يستطيع أيضا تسجيل زمن سقوط الشعاع عليه خلال 20 بيكو ثانية. يوجد من المجس الضوئي نوعان: SPAD وهو يستطيع تسجيل فوتونا واحدا، و APD الحساس لعدة فوتونات أي له حساسية لشعاع ضوئي ضعيف.
كلا النوعان تتحرر فيه شحنة كهربائية بسبب امتصاصة لطاقة فوتون، قم تتضاعف فيه الشحنة الكهربائية الأولية في شكل شلال مؤدية إلى نبضة كهربائية يمكن لجهاز إلكتروني تسجيلها وعدها. وبينما يعمل النوعان بطريقة «الجهد معكوس الانحياز» فإن نوع الثنائي الضوئي لفوتون واحد SPAD يختلف على الثنائي الضوئي الشلالي في كون جهده المعكوس الانحياز يكون أعلى من جهد الانهيار. ويسمى هذا النمط للتشغيل «نمط غايغر» إشارة إلى عداد غايغر.

## طريقة عمله
يشتغل الثنائي الشلالي لفوتون واحد SPAD بطريقة عمل ترانزيستور (وصلة بي إن) p-n junction بجهد معكوس الانحياز
Va ويكون هذا الجهد أعلى من جهد الانهيار VB (أنظر الشكل 1)
فعند جهد الانحياز bias يكون الحقل الكهربائي شديدا وأعلى من 3×105 فولط/سنتيمتر، بحيث عندما تنشأ شحنة وتدخل الطبقة الوسطية فهي تزيد من كمية الشحنات كثيرا مثل الشلال. وبالتالي يزداد التيار سريعا في حدود نانوثانية إلى حد ثابت يبلغ قدره عدة ملي أمبير. فإذا كانت الشحنة الأولية قد تولدت نتيجة لامتصاص ضوء فإن الحافة الأولى لنبضة الشلال تمثل وقت سقوط الشعاع علي المجس. ويستمر التيار فترة حتي ينخفض جهد الانحياز VD
إلى جهد الانهيار VB أو يكون أقل منه:
ويضعف بالتالي الحقل الكهربائي ويصبح ليس في استطاعته تسريع الشحنات لكي تصتدم بذرات المادة وتوليد شحنات جديدة، فيضعف التيار.
ولكي يستطيع المجس من نوع ثنائي شلالي لفوتون واحد  تحسس فوتونا آخرا فيجب أن يرتفع جهد الانحياز مرة ثانية فوق جهد الانهيار.

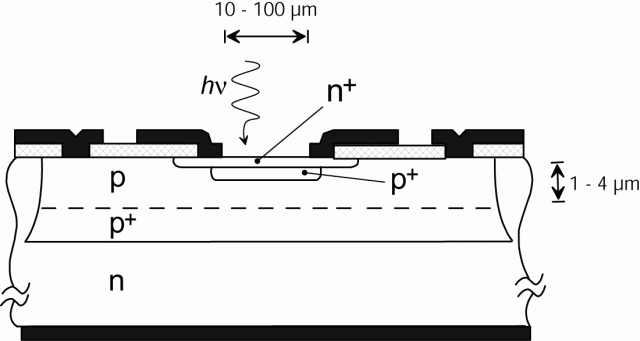
Figure 1 - Thin SPAD cross-section.

أي أن عملية تحسس فوتون تحتاج دارة كهربائية مناسبة بحيث:
1. تتحسس الجزء الأول من الشحنة التي تتسبب في شلال الشحنات ;
2. تولد نبضة كهربائية متزامنة مع تكون الشلال ;
3. تقضي على الشلال عن طريق خفض جهد الانحياز إلى جهد الانهيار ;
4. إعادة الثنائي الضوئي إلى مرحلة التحسس. وتسمى تلك الدارة "دارة كبت " quenching circuit."[1]

### الكبت السلبي
الكبت هنا يعني الإجهاز على شلال الشحنات بحيث يكون يكون المجس مستعدا لتلقي شلال ثاني. وتوجد طريقتان لكبت الشلال، الأولي تسمى «الكبت السلبي» أو «دارة الكبت السلبي». وتتكون دارة الكبت السلبي بتوصيل مقاومة على التوالي مع المجس. وفيها ينخفض تيار الشلال من ذاته بسبب انخفاض الجهد الذي يحدثه في المقاومة
RL (ومقدارها عادة 100 kΩ أو أكثر). وبعد اختفاء تيار شلال الشحنات، يستعيد المجس SPAD جهد انحيازه VD تدريجيا إلى Va ، وبالتالي يصبح المجس مستعدا لتلقي شعاعا (فوتون) جديدا.
تجدون في المرجع A Zappa et al. وصفا كاملا لعملية الكبت.

### كبت نشط
توجد طريقة حديثة لكبت شلال الشحنات تسمى طريقة «الكبت النشط». في تلك الحالة يتحسس حاجز جهدي discriminator بدء تزايد تيار الشلال عبر مقاومة 50 أوم وينتج نبضة إلى جهاز قياس Emitter-coupled logic متزامنة مع وقت امتصاص الفوتون في طبقة المجس الحساسة. ويخفض في الحال جهد الانحياز إلى أقل من جهد الانقطاع، ثم يعود به سريعا إلى جهد أعلى من جهد الانقطاع، ويصبح المجس مستعدا لاستقبال فوتونا آخرا.

### عد الفوتونات ووقت تسجيلها
تقاس شدة الشعاع بعد الفوتونات ويمثلها عدد النبضات الناشئة في المجس خلال فترة زمنية معينة (مثل دقيقة أو ثلاث دقائق أو نصف ساعة مثلا). كما يُعين تغير شدة الشعاع مع الزمن عن طريق قياس التوزيع الزمني للنبضات الناتجة، وهذا هو ما يسمى «وقت الفوتونات»، أي وقت سقوط الفوتونات.

### التشبع
خلال الفترة الزمنية التي تقضي فيها الدارة على الشلال وتعيد جهد الانحياز لا يستطيع المجس قياس فوتونات. وأي فوتون يصل إلى المجس خلال تلك الفترة لا يقاس. ويحدث ذلك عندما يزداد عدد الفوتونات الساقطة على المجس في الثانية حيث تكون الفترة الزمنية بين فوتونين أقل أو مساوية لفترة القضاء على الشلال، عندئذ لا يستطيع المجس عد جميع الفوتونات، وإنما يقيس بعضها فقط، وتصبح العلاقة بين معدل القياس ومعدل سقوط الفوتونات ليست متناسبا خطيا.
عند هذا الحد يصل مجس الثنائي الضوئي الشلالي إلى حالة التشبع . ويصل معدل القياس إلى حد أقصى (قد يكون 10 ملايين نبضة في الثانية أو أكثر) يعتمد فقط على زمن انحلال الشلال. وقد يكون ذلك ضارا بالمجس حيث يكون فيه شلال الشحنات مستمرا وبلا انقطاع، فيسخن ويفسد.

### ضجيج داخلي
كما يحدث انتاجا في المجس لشحنات بسبب الفوتونات، كذلك يحدث فيه انتاجا لشحنات تنتجها حرارة المجس، في العادة يكون معدل تولد تلك الشحنات المتولدة حراريا ضئيلا، وبالطبع يكون في استطاعتها توليد شلالات. تسمى تلك الشلالات الناشئة من حرارة المجس ونبضاتها «ضجيجا»، وهو ضجيج ذاتي (شوشرة).
لذلك فمن الممكن قياس هذا الضجيج عندما يكون المجس في حالة ظلام دامس. ويكون معدل القياس في الثانية في تلك الحالة «معدل قياس الظلام» dark count rate وهو معدل الضجيج للمجس.
ومقلوب معدل قياس الظلام يعين الفترة الزمنية التي يكون خلالها المجس منحازا فوق جهد الانهيار قبل أن يشوشر عليه ضجيج شلال حراري (ضجيج ذاتي). ولذلك فإذا أردنا قياس فوتونات منفردة بواسطة  ثنائي شلالي لفوتون واحد  SPAD
فلابد من أن يبقى منحازا فوق جهد الانهيار لمدة كافية (عدة مللي ثانية)، أي عند معدل قياس أقل من 1000 نبضة/الثانية (counts per second (cps.

### العلاقة بين الجهد والتيار

شكل 2: العلاقة بين الجهد والتيار لثنائي شلالي لفوتون واحد.

العلاقة بين الجهد والتيار هي أحد خواص الثنائي الضوئي الشلالي APD وكذلك أحد خواص الثنائي الشلالي لفوتون واحد SPAD (وهي خاصية يعطيها المصنع). ويمكن تعيين شكل منحنى تلك العلاقة لكل منهما، بزيادة الجهد الكهربي رويدا رويدا مع قياس فيمة التيار عند كل قراءة. الشكل 2 المجاور يمثل نتيجة مثل ذلك القياس لكلا المجسين.
نجد أن الثنائي الشلالي لفوتون واحد  SPAD - حيث يعمل فوق جهد الانهيار - يسري فيه تيار شلال عندما يسقط عليه شعاع ضوء (الفرع on-branch) متناسبا مع الجهد. وعندما لا يسقط عليه فوتون أو لا يتولد فيه شلال حراري ذاتي فلا يسري فيه تيار (فرع off-branch). أي عندما يكون SPAD مضبوطا بجهد فوق جهد الانهيار ويسقط عليه فوتون فإنه ينتقل من حالة عدم التوصيل (عدم مرور تيار) إلى حالة التوصيل (مرور تيار).

## مقارنة بين المجسين
الثنائي الضوئي الشلالي APD والثنائي الشلالي لفوتون واحد  SPAD كلاهما عبارة عن وصلة بي إن ذات جهد انحياز عكسي. يعمل الثتائي الضوئي الشلالي تحت جهد الانهيار بينما يعمل الثنائي الشلالي لفوتون واحد فوق جهد الانهيار. يؤدي الحقل الكهربائي في الثنائي الضوئي الشلالي إلى تضاعف في عدد الشحنات بطريقة هادئة، حيث تبلغ عدد الإلكترونات الناتجة في النبضة عدة مئات فقط، ويكون «الشلال» الحادث متناسبا مع شدة الضوء الساقطة على المجس.
ولكن الثنائي الشلالي لفوتون واحد يعمل فوق جهد الانهيار، ويكون حساسا لفوتون واحد، إذ ينشأ عن كل فوتون شلال كبير من الإلكترونات وبالتالي نبضة كهربية.
هذا معناه أن الثنائي الضوئي الشلالي ينتج نبضة كهربية مكونة من عدة مئات من الإلكترونات، بينما ينتج الثنائي الشلالي لفوتون واحد مليارات من الإلكترونات في الثانية وتكون نبضته الكهربائية كبيرة في حيز مللي أمبير.

## اقرأ أيضا
- عداد جايجر
- عداد شبه الموصلات
- وصلة بي إن
- انبوب جايجر-مولر
- عداد شرائح رقيقة
- غرفة سلكية
- عداد شيرينكوف
- عداد وميضي
- عداد تناسبي